# Villmar
Villmar es un municipio situado en el distrito de Limburg-Weilburg, en el estado federado de Hesse (Alemania). Su población estimada, a finales de 2019, era de 6702 habitantes.
Se encuentra ubicado en al oeste del estado, en la zona de las cordilleras del Taunus y Westerwald.